# Торински покров
Торински покров (итал. Sindone di Torino) или Свети покров (итал. Sacra sindone) је назив за једну од најпознатијих хришћанских реликвија на свету, а која представља комад тканине на којој се може препознати отисак мушког тела који је претрпео физичку трауму Распећа. Име је добио по Катедрали Св. Јована Крститеља у Торину где се вековима чува. Слика на покрову се по традицији повезује са Исусом Христом, и у вези са његовим распећем и сахраном. 
Лик на негативу фотографије је први пут примећен 1898. године, од стране аматерског фотографа Секундо Пије, коме је било дозвољено да га фотографише.
Порекло покрова и његова слика су предмет интензивне дебате међу научницима, теолозима, историчарима и истраживачима. Научна и популарна издања представила су до сада разноврсне аргументе и за аутентичност, и могуће начине фалсификовања. Разноврсности научних теорија у погледу изучавања покрова заснивају се на основу научних дисциплина од области хемије, биологије, па све до и медицинске форензике са оптичком анализом отиснутог лика. Године 1978, први детаљан научни преглед обавио је тим америчких научника под називом СТУРП (Истраживачки Пројекат Торински Покров). 
Године 1988, радиокарбонско тестирање је изведено на малим узорцима узетим са покрова. 
Лабораторије на Универзитету у Оксфорду, Универзитету у Аризони, и швајцарски Савезни институт за технологију, сложиле су се да тестирани узорци датирају из Средњег века, између 1260. и 1390. године. 
У 2005. години, међутим, долази до новог расплета ситуације, када Реј Роџерс, члан СТУРП-а који је предводио хемијску анализу доказује да је узети део са покрова ипак био контаминиран.